# Lijst van voetbalinterlands Estland - Oezbekistan
Deze lijst van voetbalinterlands is een overzicht van alle officiële voetbalwedstrijden tussen de nationale teams van Estland en Oezbekistan. De voormalige Sovjet-republieken speelden tot op heden twee keer tegen elkaar. De eerste wedstrijd betrof een vriendschappelijk duel, gespeeld op 21 november 2007 in Tasjkent. De laatste ontmoeting, eveneens een vriendschappelijke wedstrijd, vond plaats op 7 september 2010 in Tallinn.

## Wedstrijden
| № | Plaats   | Datum            | Competitie        | Wedstrijd             | Uitslag |
| - | -------- | ---------------- | ----------------- | --------------------- | ------- |
| 1 | Tasjkent | 21 november 2007 | Vriendschappelijk | Oezbekistan – Estland | 0 – 0   |
| 2 | Tallinn  | 7 september 2010 | Vriendschappelijk | Estland – Oezbekistan | 3 – 3   |

## Samenvatting
| Competitie        | Totaal gespeeld | Winst Estland | Gelijk | Winst Oezbekistan | Doelsaldo Estland – Oezbekistan |
| ----------------- | --------------- | ------------- | ------ | ----------------- | ------------------------------- |
| Vriendschappelijk | 2               | 0             | 2      | 0                 | 3 − 3                           |
| Totaal            | 2               | 0             | 2      | 0                 | 3 − 3                           |

Wedstrijden bepaald door strafschoppen worden, in lijn met de FIFA, als een gelijkspel gerekend.

## Details

### Eerste ontmoeting
| Vriendschappelijk (Tasjkent, Oezbekistan, 21 november 2007): |              | |
| Oezbekistan | 0 – 0        | Estland |
| | goals        | |
| Rauf Inilejev | bondscoach   | Viggo Jensen |
| Pavel Bugalo 46' Hamza Karimov 57' Ilhemdzhon Sujunov Hayrulla Karimov Anvar Gafurov 79' Renat Bajramov Pavel Solomin 46' Viktor Karpenko Džafar Irismetov 46' Aleksei Nikolajev Ulugbek Bakajev 63' | opstellingen | Pavel Londak Enar Jääger Andrei Stepanov Raio Piiroja 56' Taijo Teniste Aleksandr Dmitrijev Taavi Rähn 66' Ragnar Klavan Joel Lindpere 75' Tarmo Kink 46' Kaimar Saag |
| Ignati Nesterov 46' Roostam Kadirov 46' Viktor Klišin 46' Azizbek Hajdarov 57' Ilhom Mumindzhanov 63' Komoliddin Tadzhijev 79'                                                                       | wissels      | 46' Jarmo Ahjupera 56' Dmitri Kruglov 66' Konstantin Vassiljev 75' Aivar Anniste                                                                                      |
| | gele kaarten | 69' Dmitri Kruglov 87' Konstantin Vassiljev |
| Hayrulla Karimov 90' | rode kaarten | |

### Tweede ontmoeting
| Vriendschappelijk (Tallinn, Estland, 7 september 2010): |              | |
| Estland | 3 – 3        | Oezbekistan |
| Ats Purje 25' Konstantin Vassiljev 62' Konstantin Vassiljev 71' (pen.) | goals        | 40' Maksim Sjatskich 55' Aleksandr Geynrix 86' Shavkat Salomov |
| Tarmo Rüütli | bondscoach   | Vadim Abramov |
| Artur Kotenko 46' Gert Kams 83' Igor Morozov Alo Bärengrub Andrei Sidorenkov Ats Purje 65' Martin Vunk 58' Aleksandr Dmitrijev Tarmo Kink Kaimar Saag 65' Vjatšeslav Zahovaiko 58' | opstellingen | Ignatiy Nesterov Yaroslav Krushelnitskiy Sahob Juraev Vitaliy Denisov 80' Victor Karpenko Shavkat Mullajanov 51' Vagiz Galiullin 75' Igor Taran 86' Timur Kapadze Maksim Sjatskich 83' Aleksandr Geynrix |
| Mihkel Aksalu 46' Konstantin Vassiljev 58' Sergei Zenjov 58' Sander Post 65' Dmitri Kruglov 65' Tihhon Šišov 83'                                                                   | wissels      | 51' Odil Ahmedov 75' Olim Novkarov 80' Anzur Ismailov 83' Shavkat Salomov 86' Lutfulla Turayev |
| Ats Purje 52' | gele kaarten | 73' Aleksandr Geynrix |

EJL · A-internationals · Bondscoaches · Statistieken · Estisch vrouwenelftal · Olympisch elftal · Estland U21 · Estland U20 · Estland U19 · Estland U18 · Estland U17 · Estland U16
1920 – 1929 ·
1930 – 1939 ·
1940 – 1949 ·
1950 – 1990 · 
1990 – 1999 ·
2000 – 2009 ·
2010 – 2019 ·
2020 − 2029
OS 1924
1920 ·
1921 ·
1922 ·
1923 ·
1924 ·
1925 ·
1926 ·
1927 ·
1928 ·
1929 · 
1930 · 
1931 · 
1932 · 
1933 · 
1934 · 
1935 · 
1936 · 
1937 · 
1938 · 
1939 · 
1940 · 
1941 · 
1942 · 
1943 · 1944 · 
1945 · 
1946 · 
1947 · 
1948 · 
1949 · 
1950 – 1990 · 
1991 · 
1992 · 
1993 · 
1994 · 
1995 · 
1996 · 
1997 · 
1998 · 
1999 · 
2000 · 
2001 · 
2002 · 
2003 · 
2004 · 
2005 · 
2006 · 
2007 · 
2008 · 
2009 · 
2010 · 
2011 · 
2012 · 
2013 · 
2014 · 
2015 · 
2016 ·
2017 ·
2018 ·
2019 ·
2020
Albanië ·
Andorra ·
Angola ·
Antigua en Barbuda ·
Argentinië ·
Armenië ·
Azerbeidzjan ·
België ·
Bosnië-Herzegovina ·
Brazilië ·
Bulgarije ·
Canada ·
Chili ·
China ·
Cyprus ·
Denemarken ·
Duitsland ·
Ecuador ·
Egypte ·
El Salvador ·
Engeland ·
Equatoriaal-Guinea ·
Faeröer ·
Fiji ·
Filipijnen ·
Finland ·
Frankrijk ·
Georgië · 
Gibraltar ·
Griekenland ·
Hongarije ·
Hongkong ·
Ierland ·
IJsland ·
Indonesië ·
Irak ·
Israël ·
Italië ·
Jordanië ·
Kazachstan ·
Kirgizië ·
Kroatië ·
Letland ·
Libanon ·
Liechtenstein ·
Litouwen ·
Luxemburg ·
Malta ·
Marokko ·
Mexico ·
Moldavië ·
Montenegro ·
Nederland ·
Nieuw-Caledonië ·
Nieuw-Zeeland ·
Noord-Ierland ·
Noord-Macedonië ·
Noorwegen ·
Oekraïne ·
Oezbekistan ·
Oman ·
Oostenrijk ·
Polen ·
Portugal ·
Qatar ·
Roemenië ·
Rusland ·
Saint Kitts en Nevis ·
San Marino ·
Saoedi-Arabië ·
Schotland ·
Servië ·
Slovenië ·
Slowakije · 
Spanje ·
Tadzjikistan ·
Thailand ·
Trinidad en Tobago ·
Tsjechië ·
Turkije ·
Turkmenistan ·
Uruguay ·
Vanuatu ·
Venezuela ·
Verenigde Arabische Emiraten ·
Verenigde Staten ·
Vietnam ·
Wales ·
Wit-Rusland ·
Zweden ·
Zwitserland
UFF · A-internationals · Bondscoaches · Statistieken · Oezbeeks vrouwenelftal · Olympisch elftal · Oezbekistan U21 · Oezbekistan U20 · Oezbekistan U19 · Oezbekistan U18 · Oezbekistan U17
1990 – 1999 ·
2000 – 2009 ·
2010 – 2019 ·
2020 – 2029 ·
1994 · 
1995 · 
1996 · 
1997 · 
1998 · 
1999 · 
2000 · 
2001 · 
2002 · 
2003 · 
2004 · 
2005 · 
2006 · 
2007 · 
2008 · 
2009 · 
2010 · 
2011 · 
2012 · 
2013 · 
2014 ·
2015 ·
2016 ·
2017 ·
2018 ·
2019 ·
2020 ·
2021 ·
2022 ·
2023
Albanië ·
Armenië ·
Australië ·
Azerbeidzjan ·
Bahrein ·
Bangladesh ·
Bolivia ·
Bosnië en Herzegovina ·
Burkina Faso ·
Cambodja ·
Canada ·
China ·
Costa Rica ·
Estland ·
Filipijnen ·
Georgië ·
Hongkong ·
India ·
Indonesië ·
Irak ·
Iran ·
Israël ·
Japan ·
Jemen ·
Jordanië ·
Kameroen ·
Kazachstan ·
Kirgizië ·
Koeweit ·
Letland ·
Libanon ·
Malediven ·
Maleisië ·
Marokko ·
Mexico ·
Mongolië ·
Montenegro ·
Nieuw-Zeeland ·
Nigeria ·
Noord-Korea ·
Oeganda ·
Oekraïne ·
Oman ·
Palestina ·
Qatar ·
Rusland ·
Saoedi-Arabië ·
Senegal ·
Singapore ·
Slowakije ·
Sri Lanka ·
Syrië ·
Tadzjikistan ·
Taiwan ·
Thailand ·
Turkije ·
Turkmenistan ·
Uruguay ·
Venezuela ·
Verenigde Arabische Emiraten ·
Verenigde Staten ·
Vietnam ·
Wit-Rusland ·
Zuid-Korea ·
Zuid-Soedan ·
Zweden